# Nậm Cấu
Nậm Cấu là một suối chảy ở huyện Mường Tè tỉnh Lai Châu, Việt Nam..
Nậm Cấu thuộc lưu vực sông Đà, dài chừng 36 km, diện tích lưu vực 107 Km², mã sông là "02 02 63 15 04".
Nậm Cấu bắt nguồn từ hợp lưu các suối ở sườn nam Dãy núi Pu Si Lung 22°34′24″B 102°46′38″Đ / 22,573436°B 102,777228°Đ xã Pa Vệ Sử huyện Mường Tè. Dãy núi Pu Si Lung có đỉnh Pu Si Lung cao 3076 m trên biên giới Việt Nam và Trung Quốc.
Suối chảy hướng nam, đến xã Bum Tở và thị trấn Mường Tè thì đổ vào Nậm Bum, một phụ lưu cấp 1 ở bờ trái sông Đà. 22°22′58″B 102°48′32″Đ / 22,38283°B 102,808823°Đ

## Thủy điện
Năm 2017 có hai dự án Thủy điện Nậm Cấu 1 và 2 được phê duyệt, xây dựng tại xã Bum Tở.
- Thủy điện Nậm Cấu 1 có công suất lắp máy 10 MW.
- Thủy điện Nậm Cấu 2 có công suất lắp máy 10 MW, sản lượng điện hàng năm 33,39 triệu KWh. 22°23′39″B 102°48′34″Đ / 22,394039°B 102,809521°Đ[5]

Năm 2019 tỉnh Lai Châu đưa vào quy hoạch sử dụng đất dự án Thủy điện Nậm Cấu Thượng, có công suất lắp máy 20 MW ở xã Bum Tở.